# Lorena Clare Facio
Lorena Clare Facio (San José, 30 de junio de 1943) es una primera dama de Costa Rica en el periodo 1998-2002, esposa de Miguel Ángel Rodríguez.

## Biografía
Nació en San José, el 30 de junio de 1943. Es la única hija mujer de una familia de tres hermanos. Sus padres fueron don Manuel Emilio Clare y doña María Elena Facio.
Concluyó sus estudios secundarios en el Colegio Nuestra Señora de Sion y se marcha a Francia por unos pocos años. Vuelve a Costa Rica y estudia secretariado bilingüe en Lincoln School.
Además se ha destacado como una excelente atleta y representó a Costa Rica en los Juegos Panamericanos en Caracas.
Se casa con don Miguel Ángel, el 14 de diciembre de 1962. La joven pareja se habían conocido desde adolescentes en una fiesta en el barrio Aranjuez. Tuvieron tres hijos: Miguel Alberto, Andrés y Ana Elena.
Durante su gestión como primera dama apoyó múltiples proyectos en ayuda a los ancianos, enfermos de cáncer, fue presidenta del Hogar infantil Martín e integró la Secretaria de planes del Partido Unidad Social Cristiana.
Fue la última primera dama de Costa Rica del siglo XX.
En 1998 bajo el liderazgo de doña Lorena Clare, primera dama de la República, se impulsó el Programa Nacional de Prevención y Atención Integral del Cáncer Cérvico Uterino y de Mamá. Para esos efectos se constituyó por Decreto Ejecutivo el Consejo Nacional para la Lucha contra el Cáncer Uterino y de Mama.
Los objetivos iniciales fueron tamizar y reducir la mortalidad, lo cual se logró tan sólo año y medio después tamizado el 85% de la población objetivo (351 636 citologías) y reduciéndose la mortalidad en 14.9% con respecto a 1997, un avance muy significativo que posicionó a Costa Rica en el ámbito mundial.
En agosto del año 2000, como resultado de una acción decidida del Gobierno de prevenir la incidencia y evitar la mortalidad por cáncer de mama, el presidente Rodríguez firmó un Decreto que hizo obligatorio en todos los EBAIS, clínicas, hospitales y centros médicos de la CCSS, un manual de normas y procedimientos a partir del cual las mujeres en riesgo reciban la atención oportuna y normanda para el buen manejo de la enfermedad.
El Laboratorio Nacional de Citología inició funciones en octubre de 1998 y para el 2001 se habían procesado 1 200 000 muestras de las cuales se diagnosticaron 9 500 casos con algún grado de lesión y cáncer.
El país hizo una inversión de 9 000 millones de colones entre 1998 y el 2001 para equipar diferentes centros de salud del país entre ellos: la adquisición de mamógrafos, se crearon 4 clínicas de mama, se adquirieron unidades de cobaltoterapia, equipo de simulación de radioterapia, sistemas de radioterapia.